# Cimitero degli Allori

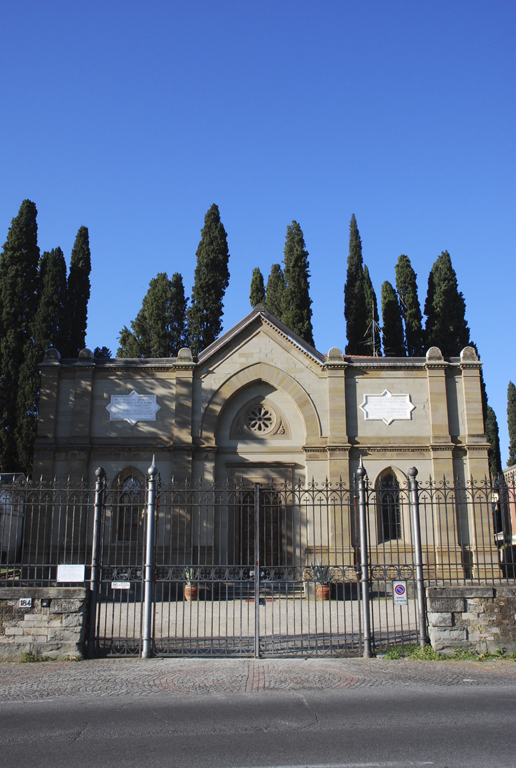
Cimitero degli Allori

Cimitero Evangelico degli Allori (nebo agli Allori) je hřbitov na via Senese 184 v italské Florencii.

## Historie
Malý hřbitov byl otevřen 26. února 1860, v době, kdy malá nekatolická komunita ve Florencii už nemohla pohřbívat své mrtvé na Cimitero degli Inglesi na Piazzale Donatello. Přejal původní název pozemku, na kterém se nachází.
Původně evangelický hřbitov přijímá od roku 1970 i mrtvé jiného vyznání.

## Hroby významných osob
- Oriana Fallaci – spisovatelka
- Harold Acton – britský spisovatel
- Arnold Böcklin – švýcarský malíř
- Larkin Goldsmith Mead – americký sochař
- Herbert Percy Horne – britský sběratel umění
- John Pope-Hennessy – britský historik umění
- Leonardo Savioli – architekt
- Hans-Joachim Staude – německý malíř
- Frederick Stibbert – britský sběratel umění